# جراردمر
جراردمر (به فرانسوی: Gérardmer) یک کمون (فرانسه) در فرانسه است که در ووژ (فرانسه) واقع شده‌است. جراردمر ۵۴٫۷۸ کیلومتر مربع مساحت دارد ۶۷۰ متر بالاتر از سطح دریا واقع شده‌است.

## خواهرخوانده
شهرهای لو لوکل، ورم (بلژیک) و Tidermène خواهرخوانده‌های جراردمر هستند.